# Алония (дем Пидна-Колиндрос)
Вижте пояснителната страница за други значения на Алония.
Алония или Салония (на гръцки: Αλώνια, до 1926 година Σαλώνια Κούκος, Салония Кукос) е село в Егейска Македония, Гърция, дем Пидна-Колиндрос в административна област Централна Македония.

## География
Селото е разположено на 170 m надморска височина, в северната част на Пиерийската равнина, на около 8 km южно от Метони.

## История
Селото е основано след 1923 година от гърци караманлии (туркофони) бежанци от Турция. В 1928 година селото е дадено като изцяло бежанско селище със 131 бежански семейства и 542 жители бежанци. По-късно тук са заселени още бежански семейства.
По време на окупацията в годината на Втората световна война германците създават в селото колаборационистка чета, която се сражава с отрядите на ЕЛАС.
Населението традиционно произвежда пшеница и тютюн и се занимава частично и със скотовъдство.
| Име     | Име     | Ново име | Ново име | Описание                              |
| ------- | ------- | -------- | -------- | ------------------------------------- |
| Пратмос | Πρατμος | Крионери | Κρυονέρι | местност на Ю от Алония и ЮИ от Кукос |

| Година    | 1913 | 1920 | 1928 | 1940 | 1951 | 1961 | 1971 | 1981 | 1991 | 2001 | 2011 | 2021 |
| --------- | ---- | ---- | ---- | ---- | ---- | ---- | ---- | ---- | ---- | ---- | ---- | ---- |
| Население |      |      | 514  | 1551 | 1535 | 1293 | 874  | 824  | 976  | 700  | 641  | 508  |